# Ťuhýkovec žlutokorunkatý
Ťuhýkovec žlutokorunkatý (Laniarius barbarus) je druh středně velkého ptáka z čeledi čagrovití žijícího v rovníkové Africe.

## Popis

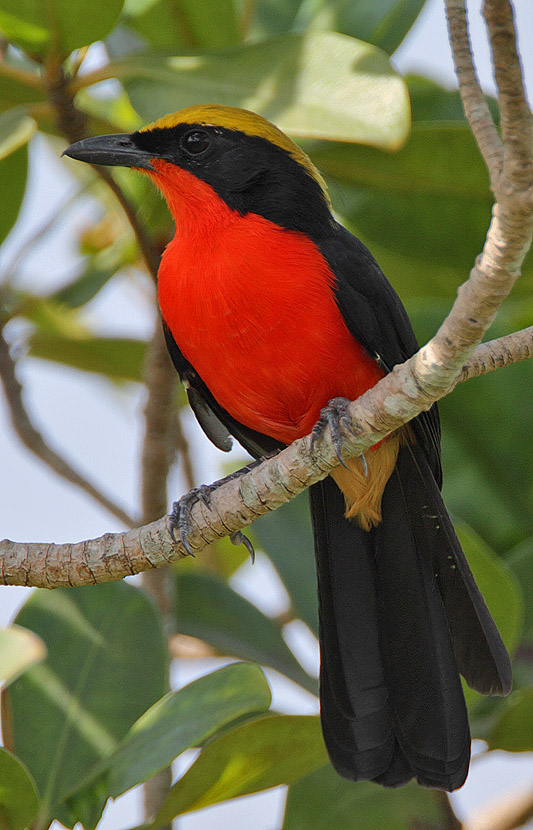
Výrazné zbarvení

Ťuhýkovec žlutokorunkatý je nápadný pták černé a karmínové barvy se žlutooranžovou korunkou. Mláďata jsou matnější, nahoře jsou hnědší a hruď mají nažloutlou. Nohy jsou tmavé. Pohlaví si jsou podobná, ale samičky můžou být menší. Celková délka tohoto druhu se pohybuje okolo 20–23 cm.

## Výskyt
Ťuhýkovec žlutokorunkatý se vyskytuje v rovníkové Africe od Senegalu na západě přes Konžskou demokratickou republiku až po Etiopii na východě. Obývá husté podrosty v lesích a jiných zalesněných lokalitách, kde může být i přes své výrazné zbarvení snadno přehlédnutelný, protože se drží převážně při zemi.

## Zpěv
Ťuhýkovec žlutokorunkatý má výrazný zpěv, kdy samec a samice tvoří pár, který zpívá v duetu. Mají velmi krátkou reakční dobu, takže se jejich zpěv překrývá.

## Poddruhy
Ťuhýkovec žlutokorunkatý má 2 uznávané poddruhy:
- Laniarius barbarus ssp. barbarus – od Senegalu po Nigérii, sever Kamerunu a jih Čadu
- Laniarius barbarus ssp. helenae – pobřeží Sierra Leone